# Grace Kodindo
Grace Kodindo (née en 1960) est une obstétricienne tchadienne qui a défendu l'amélioration des soins de  santé sexuelle, non seulement au Tchad mais dans les pays pauvres du monde entier,. Elle a été présentée dans deux documentaires de la BBC : Dead Mums Don't Cry (2005), illustrant ses efforts pour réduire le taux de mortalité des femmes enceintes et en âge de procréer, et Grace Under Fire (2009), rapportant son implication dans un programme de soins de santé génésique en République démocratique du Congo.

## Enfance et éducation
Grace Kodindo est née à Doba, dans le sud du Tchad, en 1960. Elle est la fille de Jean Kodindo Demba, un fonctionnaire du gouvernement. Comme ses quatre frères et sœurs des mêmes parents et ses autres frères et sœurs, elle a été envoyée à l'école. Après avoir terminé ses études secondaires au Lycée Félix Éboué de N'Djaména, elle a reçu une bourse du gouvernement canadien lui permettant d'étudier à l'université de Montréal où elle a étudié en médecine.  

## Carrière
À son retour au Tchad, elle a épousé Amos Réoulengar qui est devenu membre du gouvernement Hissène Habré en 1982. Ils ont eu deux fils ensemble mais se sont séparés à la fin des années 1990. Au milieu des années 80, Kodindo a passé quatre ans au Soudan où elle a suivi une formation de gynécologie. En 1990, grâce à une subvention du gouvernement français, elle a entrepris de réduire le taux de mortalité infantile au Tchad qui était le plus élevé du monde avec 800 décès pour 100 000 naissances. Même après l'expiration de la bourse, elle a continué à travailler dans des hôpitaux avec peu de ressources. Ses efforts désintéressés dans les années 1990 ont été reconnus par des professionnels en Europe et en Amérique du Nord.  
En plus de son programme médical, Kodindo a également enseigné à la faculté de médecine de l'université de N'Djaména. Elle s'est battue contre les mutilations génitales féminines, sensibilisant au risque de complications médicales. À la suite de ses efforts, en 1997, elle a reçu la médaille d'honneur du Tchad et en 2000, elle a reçu le prix de service communautaire distingué FIGO / Columbia University Mailman School of Public Health pour les soins obstétricaux d'urgence. Elle a établi une relation de plus en plus étroite avec l'Université de Columbia et a finalement enseigné à la Mailman School of Public Health.  
En 2005, la BBC a présenté Dead Mums Don't Cry, un documentaire sur les efforts de Kodindo pour réduire le nombre de femmes en Afrique qui meurent pendant la grossesse ou l'accouchement. À l'époque, les femmes enceintes et en âge de procréer au Tchad avaient 9 % de chances de mourir. Le film a été largement projeté, faisant partie d'une présentation de Kodindo à l'université de New York en octobre 2007. La publicité a conduit à la fondation d'une organisation à but non lucratif "Hope for Grace Kodindo" pour financer des programmes de santé pour les femmes dans les pays africains pauvres. Grâce au financement, Kodindo a pu signaler au Parlement européen en mai 2008 que le nombre de décès lors de l'accouchement dans la plus grande maternité du Tchad avait été ramené de 14 % à 2,3 % tandis que le nombre de décès pendant la grossesse était passé de 23 % à 7,3 %. Grâce à un intérêt croissant pour son travail, Kodindo a été invitée à participer à l'initiative RAISE lancée par Columbia University et Marie Stopes International.  
En 2009, son implication dans un programme de santé reproductive en République démocratique du Congo a conduit à un deuxième documentaire de la BBC intitulé Grace Under Fire. Il a présenté les difficultés d'accouchement pour les femmes vivant en zone de guerre. Kodindo a commenté: « De loin les plus grandes victimes de ce conflit sont les civils - pas les combattants. Et ce sont les femmes et les enfants qui souffrent le plus - leurs besoins sont les plus grands »,. Cette année-là, elle a reçu le flambeau des objectifs du Millénaire pour le développement décerné par le gouvernement danois pour ses efforts visant à fournir des soins de santé sexuelle aux femmes du monde entier.